# Очистка
Очистка (рос. Очистка) — присілок Велізького району Смоленської області Росії. Входить до складу Велізького міського поселення.
Населення — 0 осіб (2007 рік) . 